# Carlos Guimard
Carlos Enrique Guimard (ur. 6 kwietnia 1913 w Santiago del Estero, zm. 1998) – argentyński szachista, arcymistrz od 1960 roku.

## Kariera szachowa
Od połowy lat 30. do końca 50. XX wieku należał do grona najlepszych argentyńskich szachistów. W latach 1936, 1937 i 1941 trzykrotnie zdobył tytuł indywidualnego mistrza kraju. Pomiędzy 1937 a 1954 rokiem czterokrotnie uczestniczył w szachowych olimpiadach, zdobywając trzy srebrne medale: wraz z drużyną (1950, 1954) oraz za indywidualny wynik na IV szachownicy (1937).
Największy indywidualny sukces na arenie międzynarodowej osiągnął w roku 1955, zajmując XIII miejsce w rozegranym w Göteborgu turnieju międzystrefowym (eliminacji mistrzostw świata). Do innych znaczących wyników należą m.in. dz. I m. w Berlinie (1937, wraz z Ludwigiem Rellstabem), II m. w Montevideo (1938, za Aleksandrem Alechinem, dz. I m. w Rio de Janeiro (1939, wraz z Virgilio Fenoglio i Julio Bolbochánem), I m. w Santiago (1940), dz. I m. w São Pedro de Piracicaba (1941, wraz z Erichem Eliskasesem), dz. II m. w Buenos Aires (1945, za Miguelem Najdorfem, a wraz z Gideonen Stahlbergiem), I m. w Vigna del Mare (1945), dz. II m. w Mar del Placie (1949, za Hectorem Rossetto i 1950, za Svetozarem Gligoriciem), II m. w Remedios de Escalada (1949, za Julio Bolbochanem) oraz dz. I m. w Enschede (1961).